# Liste der Nummer-eins-Hits in Schweden (2002)
Diese Liste enthält alle Nummer-eins-Hits in Schweden im Jahr 2002. Es gab in diesem Jahr zwölf Nummer-eins-Singles und 21 Nummer-eins-Alben.
| Singles | Alben |
| --- | --- |
| - Markoolio vs. The Boppers – Rocka på - 3 Wochen (14. Dezember 2001 – 3. Januar 2002, insgesamt 7 Wochen; → 2001) - E-Type – Life - 3 Wochen (4. Januar – 24. Januar, insgesamt 5 Wochen; → 2001) - Shakira – Whenever, Wherever - 1 Woche (25. Januar – 31. Januar, insgesamt 6 Wochen) - Håkan Hellström – Luften bor i mina steg - 2 Wochen (1. Februar – 14. Februar) - Shakira – Whenever, Wherever - 5 Wochen (15. Februar – 21. März, insgesamt 6 Wochen) - Afro-dite – Never Let it Go - 1 Woche (22. März – 28. März) - Kent – Dom andra - 4 Wochen (29. März – 25. April) - Supernatural – Supernatural - 5 Wochen (26. April – 29. Mai) - Eminem – Without Me - 1 Woche (30. Mai – 5. Juni) - Magnus Uggla – Vi ska till vm! - 3 Wochen (6. Juni – 26. Juni) - Ulf Lundell – S:t Monica - 2 Wochen (27. Juni – 10. Juli) - Elvis Presley vs. JXL – A Little Less Conversation - 9 Wochen (11. Juli – 11. September) - Las Ketchup – The Ketchup Song (Aserejé) - 17 Wochen (12. September 2002 – 8. Januar 2003) | - Markoolio – Tjock och lycklig - 5 Wochen (30. November 2001 – 3. Januar 2002) - Andrea Bocelli – Cieli di Toscana - 1 Woche (4. Januar – 10. Januar, insgesamt 2 Wochen; → 2001) - Weeping Willows – Into the Light - 1 Woche (11. Januar – 17. Januar, insgesamt 3 Wochen) - Anastacia – Freak of Nature - 2 Wochen (18. Januar – 31. Januar) - Weeping Willows – Into the Light - 2 Wochen (1. Februar – 14. Februar, insgesamt 3 Wochen) - Shakira – Laundry Service - 3 Wochen (15. Februar – 7. März) - Verschiedene Interpreten – Melodifestivalen 2002 - 4 Wochen (8. März – 4. April) - Céline Dion – A New Day Has Come - 3 Wochen (5. April – 25. April) - Kent – Wapen & ammunition - 4 Wochen (26. April – 22. Mai, insgesamt 7 Wochen; → 2003) - Supernatural – Dreamcatcher - 1 Woche (23. Mai – 29. Mai) - Magnus Uggla – Klassiska mästerverk - 1 Woche (30. Mai – 5. Juni, insgesamt 8 Wochen) - Eminem – The Eminem Show - 1 Woche (6. Juni – 12. Juni) - Magnus Uggla – Klassiska mästerverk - 5 Wochen (13. Juni – 17. Juli, insgesamt 8 Wochen) - Red Hot Chili Peppers – By the Way - 1 Woche (18. Juli – 24. Juli) - Magnus Uggla – Klassiska mästerverk - 2 Wochen (25. Juli – 7. August, insgesamt 8 Wochen) - Bruce Springsteen – The Rising - 4 Wochen (8. August – 4. September, insgesamt 6 Wochen) - The Ark – In Lust We Trust - 1 Woche (5. September – 11. September) - Bruce Springsteen – The Rising - 2 Wochen (12. September – 25. September, insgesamt 6 Wochen) - Vikingarna – Kramgoa låtar 2002 - 1 Woche (26. September – 2. Oktober) - Elvis Presley – ELV1S – 30 #1 Hits - 2 Wochen (3. Oktober – 16. Oktober, insgesamt 3 Wochen) - Ulf Lundell – Club Zebra - 1 Woche (17. Oktober – 23. Oktober) - Elvis Presley – ELV1S – 30 #1 Hits - 1 Woche (24. Oktober – 30. Oktober, insgesamt 3 Wochen) - Chicago – The Chicago Story – Complete Greatest Hits - 1 Woche (31. Oktober – 6. November) - Håkan Hellström – Det är så jag säger det - 3 Wochen (7. November – 27. November) - Robbie Williams – Escapology - 1 Woche (28. November – 4. Dezember, insgesamt 2 Wochen; → 2003) - Peter Jöback – Jag kommer hem igen till Jul - 5 Wochen (5. Dezember 2002 – 8. Januar 2003, insgesamt 6 Wochen; → 2003 und 2004) |